# 2020年ポルトガルグランプリ
2020年ポルトガルグランプリ（英語: 2020 Portuguese Grand Prix）は、2020年のF1世界選手権第12戦として、2020年10月25日にアウトードロモ・インテルナシオナル・ド・アルガルヴェで開催された。
正式名称は「Formula 1 Heineken Grande Prémio De Portugal 2020」。

## 背景
開催に至る経緯
ポルトガルGPはエストリル・サーキットで行われていた1996年を最後に開催されなくなったが、新型コロナウイルス感染症の世界的流行により多数のレースが開催中止や延期に追い込まれ、その代替としてアウトードロモ・インテルナシオナル・ド・アルガルヴェでのポルトガルGP開催復活の可能性が浮上し、7月24日の追加日程発表にて開催が決まった。同サーキットでF1が開催されるのは初めてとなる。
タイヤ
本レースでピレリが持ち込むドライ用タイヤのコンパウンドはハード（白）：C1、ミディアム（黄）：C2、ソフト（赤）：C3の硬い組み合わせ。開催に向けて路面の再舗装を行うが、それでもタイヤに厳しいサーキットであることに変わりがないためである。

## エントリー
体調不良により前戦アイフェルGPを欠場したランス・ストロールは、同GPの決勝当日（10月11日）に行われた検査で新型コロナウイルスの陽性反応が出ていたが、その後10月19日の検査では陰性となったため復帰した。レーシング・ポイントはストロールが出場できない場合に備え、アイフェルGPでストロールの代走を務めたニコ・ヒュルケンベルグを待機させた。

## フリー走行
FP1（金曜午前）
各車走行データがない中始まったFP1は、バルテリ・ボッタスがミディアムタイヤで1分18秒410のトップタイム。
FP2（金曜午後）
FP2のセッション90分間のうち、序盤30分をピレリの翌年用タイヤをテスト走行させる時間に充てられた。タイヤテストを終えてから15分経ったところで、ピエール・ガスリーがターン12の立ち上がりでパワーを失ってマシンを止めた。マシンの後方が炎上したことから、消火及び撤去作業のため赤旗中断となった。電源がシャットダウンしたことが原因で、マシンはカーフューを破って修復された。再開後にマックス・フェルスタッペンとランス・ストロールがターン1で接触し、ストロールのマシンがグラベルに止まったため、再び赤旗中断となった。この件は審議の対象となったが、両者お咎め無しとなった。ベストタイムはFP1に続いてボッタスが記録した（1分17秒940）。FP1とFP2でトラックリミット違反が125回を数えたことから、F1レースディレクターのマイケル・マシは、FP3以降のセッションでターン1とターン4についてのトラックリミットを緩和した。
FP3（土曜午前）
セッション残り1分となったところで、ターン14の排水口の蓋が外れたことにより赤旗終了となった。トップタイムはボッタスの1分16秒654。

## 予選
2020年10月24日 14:30 WEST(UTC+1)
- 気温21度、路面温度35度、ドライコンディション[18]

FP3の終了間際にターン14の排水溝の蓋が外れたことによりセッション開始が30分遅れるハプニングがあった中、ルイス・ハミルトンが今季9回目、通算97回目のポールポジションを獲得した。

### 予選結果
| 順位                | No. | ドライバー                   | コンストラクター                   | Q1       | Q2       | Q3       | Grid |
| ------------------- | --- | ---------------------------- | ---------------------------------- | -------- | -------- | -------- | ---- |
| 1                   | 44  | ルイス・ハミルトン           | メルセデス                         | 1:16.828 | 1:16.824 | 1:16.652 | 1    |
| 2                   | 77  | バルテリ・ボッタス           | メルセデス                         | 1:16.945 | 1:16.466 | 1:16.754 | 2    |
| 3                   | 33  | マックス・フェルスタッペン   | レッドブル-ホンダ                  | 1:16.879 | 1:17.038 | 1:16.904 | 3    |
| 4                   | 16  | シャルル・ルクレール         | フェラーリ                         | 1:17.421 | 1:17.367 | 1:17.090 | 4    |
| 5                   | 11  | セルジオ・ペレス             | レーシング・ポイント-BWTメルセデス | 1:17.370 | 1:17.129 | 1:17.223 | 5    |
| 6                   | 23  | アレクサンダー・アルボン     | レッドブル-ホンダ                  | 1:17.435 | 1:17.411 | 1:17.437 | 6    |
| 7                   | 55  | カルロス・サインツ           | マクラーレン-ルノー                | 1:17.627 | 1:17.183 | 1:17.520 | 7    |
| 8                   | 4   | ランド・ノリス               | マクラーレン-ルノー                | 1:17.547 | 1:17.321 | 1:17.525 | 8    |
| 9                   | 10  | ピエール・ガスリー           | アルファタウリ-ホンダ              | 1:17.209 | 1:17.367 | 1:17.803 | 9    |
| 10                  | 3   | ダニエル・リカルド           | ルノー                             | 1:17.621 | 1:17.481 | No Time  | 10   |
| 11                  | 31  | エステバン・オコン           | ルノー                             | 1:17.775 | 1:17.614 |          | 11   |
| 12                  | 18  | ランス・ストロール           | レーシング・ポイント-BWTメルセデス | 1:17.667 | 1:17.626 |          | 12   |
| 13                  | 26  | ダニール・クビアト           | アルファタウリ-ホンダ              | 1:17.841 | 1:17.728 |          | 13   |
| 14                  | 63  | ジョージ・ラッセル           | ウィリアムズ-メルセデス            | 1:17.931 | 1:17.788 |          | 14   |
| 15                  | 5   | セバスチャン・ベッテル       | フェラーリ                         | 1:17.446 | 1:17.919 |          | 15   |
| 16                  | 7   | キミ・ライコネン             | アルファロメオ-フェラーリ          | 1:18.201 |          |          | 16   |
| 17                  | 99  | アントニオ・ジョヴィナッツィ | アルファロメオ-フェラーリ          | 1:18.323 |          |          | 17   |
| 18                  | 8   | ロマン・グロージャン         | ハース-フェラーリ                  | 1:18.364 |          |          | 18   |
| 19                  | 20  | ケビン・マグヌッセン         | ハース-フェラーリ                  | 1:18.508 |          |          | 19   |
| 20                  | 6   | ニコラス・ラティフィ         | ウィリアムズ-メルセデス            | 1:18.777 |          |          | 20   |
| 107% time: 1:22.205 |     |                              |                                    |          |          |          |      |
| ソース:             |     |                              |                                    |          |          |          |      |

## 決勝
2020年10月25日 13:10 WET(UTC+0)
- 気温20度、路面温度25度、曇、ドライコンディション[22]

ルイス・ハミルトンがポール・トゥ・ウィンで今季8勝目を挙げて通算勝利数を92とし、ミハエル・シューマッハを抜く歴代単独トップに立った。

### 展開
蹴り出しはハミルトンやフェルスタッペン、サインツが良かったがボッタスは遅れてしまった。サインツはスタート直後に2台のマシンをオーバーテイク。ターン1でアウトからルクレールをオーバーテイクし4番手に浮上。その途端、弱い雨が降り出し、ミディアム勢が遅れを取る。ターン5でフェルスタッペンがロック。そのため、フェルスタッペンの立ち上がりが遅れた途端に、サインツがフェルスタッペンをオーバーテイク。その前ではボッタスがハミルトンをオーバーテイクし、トップに浮上していた。後方では、16番手スタートのライコネンが80秒の間に10台オーバーテイクしていた。ターン4では、アウトを走っていたペレスにフェルスタッペンが衝突。ペレスはコース脇に止まってしまうが、なんとか自力で戻れた。その後ピットをしミディアムに履き替える。2周目に突入した。ターン5でサインツがボッタスをオーバーテイク。今季2回目となるトップを走行した。しかし5周目になると雨が止み、ミディアム勢が遅れを取り戻した。サインツはソフトタイヤを使いすぎたため、タイヤがへたれていた。

### レース結果
| 順位    | No. | ドライバー                   | コンストラクター                   | 周回数 | タイム/リタイア原因 | Grid | Pts.  |
| ------- | --- | ---------------------------- | ---------------------------------- | ------ | ------------------- | ---- | ----- |
| 1       | 44  | ルイス・ハミルトン           | メルセデス                         | 66     | 1:29:56.828         | 1    | 26 FL |
| 2       | 77  | バルテリ・ボッタス           | メルセデス                         | 66     | +25.592             | 2    | 18    |
| 3       | 33  | マックス・フェルスタッペン   | レッドブル-ホンダ                  | 66     | +34.508             | 3    | 15    |
| 4       | 16  | シャルル・ルクレール         | フェラーリ                         | 66     | +1:05.312           | 4    | 12    |
| 5       | 10  | ピエール・ガスリー           | アルファタウリ-ホンダ              | 65     | +1 Lap              | 9    | 10    |
| 6       | 55  | カルロス・サインツ           | マクラーレン-ルノー                | 65     | +1 Lap              | 7    | 8     |
| 7       | 11  | セルジオ・ペレス             | レーシング・ポイント-BWTメルセデス | 65     | +1 Lap              | 5    | 6     |
| 8       | 31  | エステバン・オコン           | ルノー                             | 65     | +1 Lap              | 11   | 4     |
| 9       | 3   | ダニエル・リカルド           | ルノー                             | 65     | +1 Lap              | 10   | 2     |
| 10      | 5   | セバスチャン・ベッテル       | フェラーリ                         | 65     | +1 Lap              | 15   | 1     |
| 11      | 7   | キミ・ライコネン             | アルファロメオ-フェラーリ          | 65     | +1 Lap              | 16   |       |
| 12      | 23  | アレクサンダー・アルボン     | レッドブル-ホンダ                  | 65     | +1 Lap              | 6    |       |
| 13      | 4   | ランド・ノリス               | マクラーレン-ルノー                | 65     | +1 Lap              | 8    |       |
| 14      | 63  | ジョージ・ラッセル           | ウィリアムズ-メルセデス            | 65     | +1 Lap              | 14   |       |
| 15      | 99  | アントニオ・ジョヴィナッツィ | アルファロメオ-フェラーリ          | 65     | +1 Lap              | 17   |       |
| 16      | 20  | ケビン・マグヌッセン         | ハース-フェラーリ                  | 65     | +1 Lap              | 19   |       |
| 17      | 8   | ロマン・グロージャン         | ハース-フェラーリ                  | 65     | +1 Lap 1            | 18   |       |
| 18      | 6   | ニコラス・ラティフィ         | ウィリアムズ-メルセデス            | 64     | +2 Laps             | 20   |       |
| 19      | 26  | ダニール・クビアト 2         | アルファタウリ-ホンダ              | 64     | +2 Laps             | 13   |       |
| Ret     | 18  | ランス・ストロール 3         | レーシング・ポイント-BWTメルセデス | 51     | 接触ダメージ        | 12   |       |
| ソース: |     |                              |                                    |        |                     |      |       |

追記
- ^FL - ファステストラップの1点を含む
- ^1 - グロージャンは規定回数以上のトラックリミット違反を犯したため、5秒ペナルティとペナルティポイント1点（合計1点）が科せられた[25]が、タイムペナルティをピットインで消化しなかったためレースタイムに5秒加算され、16位から17位に降格した[26]
- ^2 - クビアトは規定回数以上のトラックリミット違反を犯したため、5秒ペナルティとペナルティポイント1点（合計3点）が科せられた[27]（タイムペナルティはピットインで消化）
- ^3 - ストロールはターン1でノリスと接触した件の責任を問われ、5秒ペナルティとペナルティポイント2点（合計2点）が科せられ[28]、規定回数以上のトラックリミット違反を犯したため、さらに5秒ペナルティとペナルティポイント1点（合計3点）が科せられた[29]（タイムペナルティは全てピットインで消化）

優勝者ルイス・ハミルトンの平均速度
204.671 km/h (127.177 mph)
ファステストラップ
- ルイス・ハミルトン - 1:18.750 (63周目)

ラップリーダー
太字は最多ラップリーダー
- バルテリ・ボッタス - 16周 (1, 6-19, 41)
- カルロス・サインツ - 4周 (2-5)
- ルイス・ハミルトン - 46周 (20-40, 42-66)

## 第12戦終了時点のランキング
|         | 順位 | ドライバー                 | ポイント |
| ------- | ---- | -------------------------- | -------- |
|         | 1    | ルイス・ハミルトン         | 256      |
|         | 2    | バルテリ・ボッタス         | 179      |
|         | 3    | マックス・フェルスタッペン | 162      |
|         | 4    | ダニエル・リカルド         | 80       |
| 3       | 5    | シャルル・ルクレール       | 75       |
| ソース: |      |                            |          |

|         | 順位 | コンストラクター                   | ポイント |
| ------- | ---- | ---------------------------------- | -------- |
|         | 1    | メルセデス                         | 435      |
|         | 2    | レッドブル-ホンダ                  | 226      |
|         | 3    | レーシング・ポイント-BWTメルセデス | 126      |
|         | 4    | マクラーレン-ルノー                | 124      |
|         | 5    | ルノー                             | 120      |
| ソース: |      |                                    |          |

- 注：ドライバー、コンストラクター共にトップ5のみ表示。